# Berliner Hinrichtungsstätten

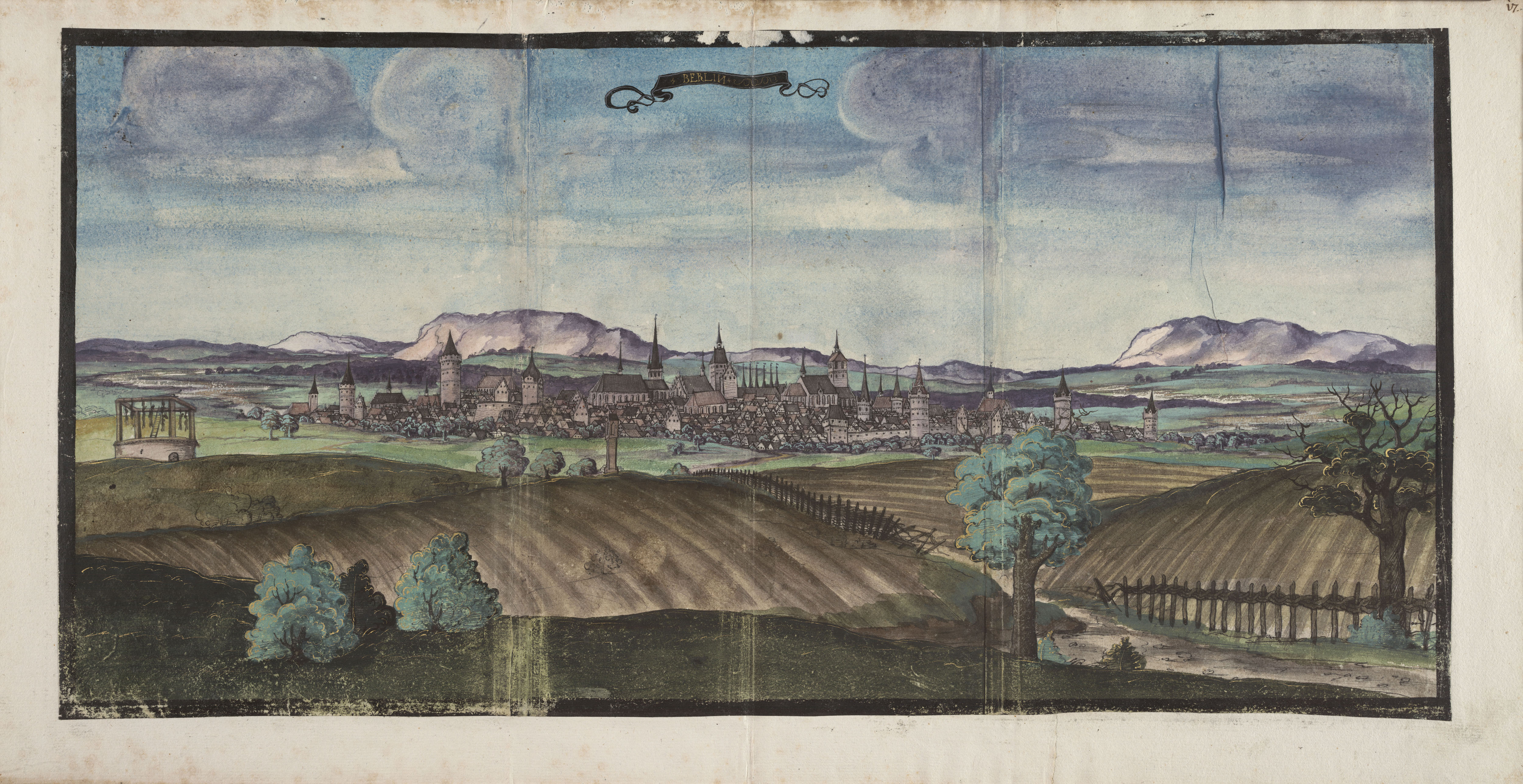
Berlin 1536, mit Galgenberg ganz links

Hinrichtungsstätten gab es in und bei Berlin vom Mittelalter bis in das 19. Jahrhundert.

## Geschichte

### Hinrichtungen im Mittelalter

Verurteilung im Hostienschändungsprozess 1510 vor der Marienkirche

Im Mittelalter gab es verschiedene Richtstätten in den beiden Städten Berlin und Cölln. Die Verurteilungen fanden öfter auf dem Neuen Markt an der Marienkirche statt, 1573 wurde dort der jüdische Münzmeister Lippold Ben Chluchim hingerichtet.
Die Todesarten waren Enthaupten oder Hängen am Galgen, oft gab es vorher die Torturen des Räderns von unten oder von oben, wobei langsam die einzelnen Knochen gebrochen wurden.

### Rabenstein am Frankfurter Tor

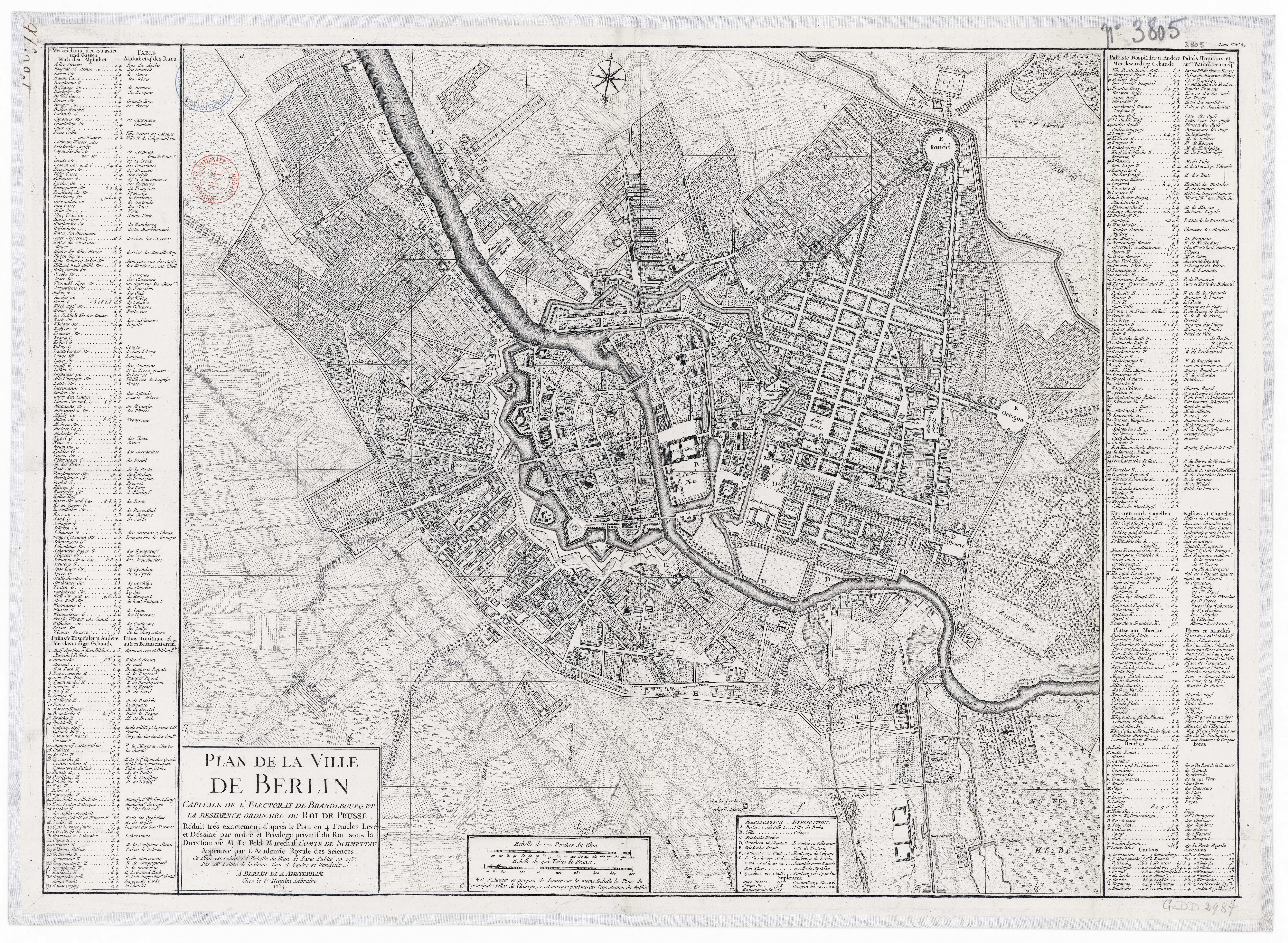
Berlin 1757, Gericht am Frankfurter Tor (b3), mit Gottes Acker (Karte ist nach Süden ausgerichtet; bei d7 ist auch die Scharfrichterey am Wedding angegeben)

1510 befand sich der zentrale Richtplatz am Rabenstein, in der Nähe des Frankfurter Tores, nordöstlich des jetzigen Strausberger Platzes, in der Nähe der späteren Markuskirche. Dort wurden in jenem Jahr 39 jüdische Frauen und Männer im sogenannten Hostienschändungsprozess verbrannt. 1540 wurde dort Hans Kohlhase gerädert.
Ende des 17. Jahrhunderts befand sich ein Gerichtsplatz auch am Georgentor, wo sich Kurfürst Friedrich III. 1698 am Anblick der dort hängenden menschlichen Überreste störte.

### Gerichtsplatz an der Bergstraße
1701 erließ er eine Order, das Gericht auf einen Sandberg rechter Hand des Hamburgischen Weges zu verlegen. Dieses war wahrscheinlich der Hügel zwischen der jetzigen Berg- und Gartenstraße. (An der Oranienburger Straße gab es nie eine Richtstätte.) Am 17. Juni 1718 wurden der Hofkastellan Valentin Runck und der Schlosser Daniel Stieff gerädert, weil sie Wertgegenstände und Geld aus dem Schloss mit Hilfe von Nachschlüsseln gestohlen hatten.
1737 erließ König Friedrich Wilhelm I. eine Anordnung, dass jede Person, die mehr als drei Thaler stiehlt, vor der Tür des betreffenden Hauses an einem Galgen aufgehängt werden sollte. Dieses wurde auch einige Male vollstreckt, vor allem an Dienstpersonal.

### Galgenberg und Gerichtsplatz südlich des Gesundbrunnens

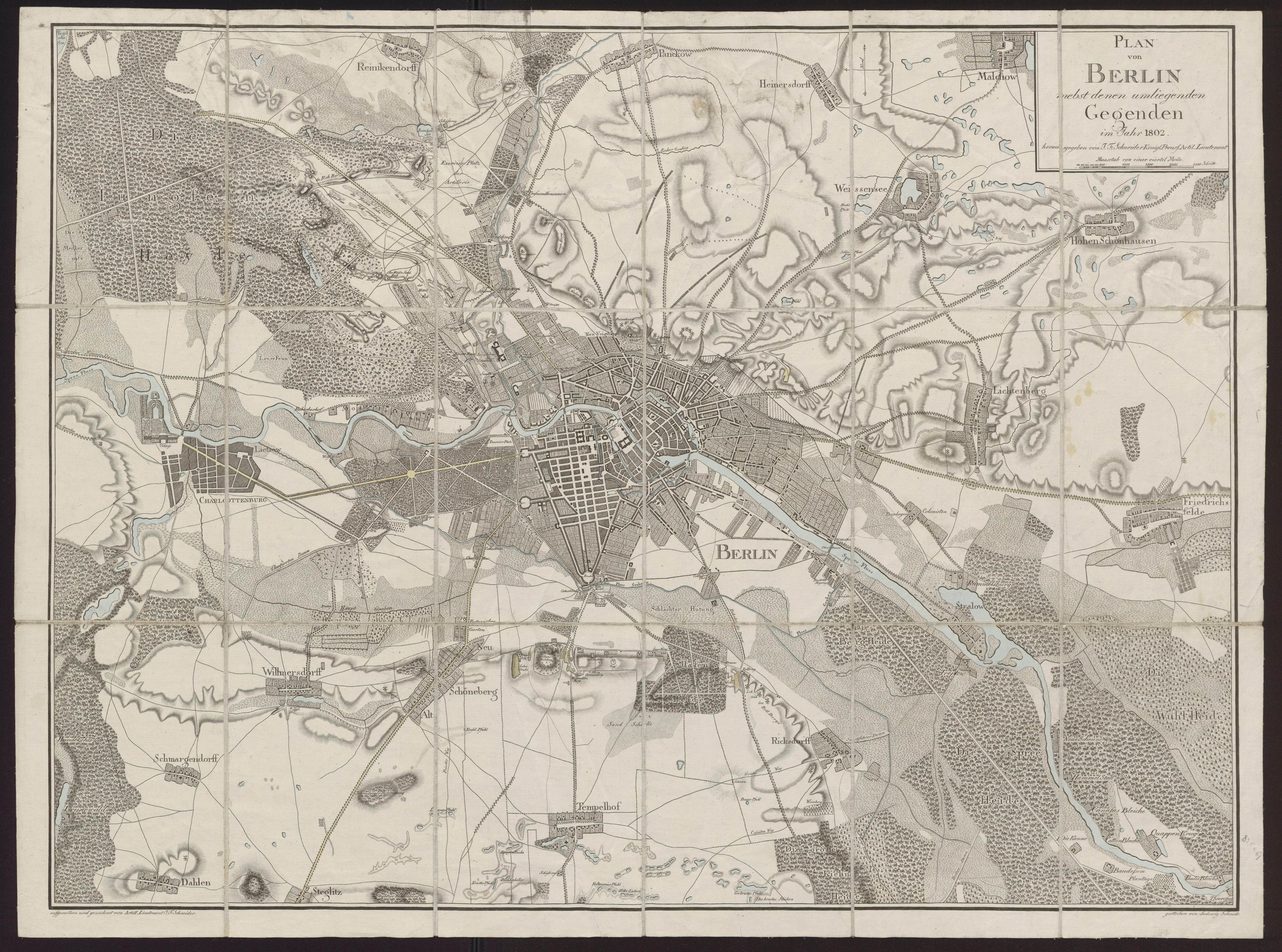
Berlin 1802, Galgen-Berge und Gericht südöstlich des Wedding, direkt über dem oberen Klebestreifen in der Mitte

1752 wurde in einer feierlichen Prozession der Galgen mit vielen Anwesenden auf eine Anhöhe südöstlich des Weddings und Gesundbrunnens gebracht, die danach Galgen-Berge hieß.
Einige Jahre später wurde er einige hundert Meter nach Westen versetzt, auf den jetzigen Gartenplatz, in der Nähe der späteren St. Sebastians-Kirche.
1813 wurden die Brandstifter Luise Delitz und ihr Kompagnon auf einem Scheiterhaufen in der Jungfernheide verbrannt.
1837 wurde Charlotte Sophie Henriette Meyer als letzte Person auf dem Rad getötet. Die letzte öffentliche Hinrichtung in Berlin gab es 1839 für Johann Gurlt. Zu diesen Veranstaltungen kamen jeweils viele hundert Menschen, bei der letzten brach eine Zuschauertribüne unter deren Gewicht zusammen.
Danach wurde auf weitere öffentliche Hinrichtungen verzichtet.
1842 wurden der Galgen abgebaut und dort ein Markt eingerichtet.

### Hinrichtungen von 1841 bis 1964
Ab 1841 fanden die Berliner Hinrichtungen in Spandau statt, ab 1846 in Moabit.
Von etwa 1934 bis 1944 wurden auch in Plötzensee Hinrichtungen vorgenommen.
Ab 1945 wurden in Moabit weiter Todesstrafen vollstreckt, die letzte 1949. Die Todesurteile im sowjetischen Sektor im Militärgefängnis Lichtenberg wurden wahrscheinlich außerhalb der Stadt vollstreckt.

## Beschreibungen
1799 wurde eine öffentliche Hinrichtung auf dem Galgenberg am Wedding beschrieben:

„Früh um vier waren die Straßen schon lebhaft – alles drängte sich nach der Gegend des Rathauses hin, wo über die Unglückliche noch unter freiem Himmel ein peinliches Hochgericht gehalten werden sollte. Um sechs Uhr waren bereits alle Straßen, welche dahin führten, mit Menschen angefüllt, daß man Mühe hatte, sich durchzudrängen. Ein Kommando Husaren, welches die Delinquentin begleitete, ritt mitten in den Volkshaufen hinein und sprengte ihn mit Gewalt auseinander, um einen Weg nach dem Ort des Gerichts zu bahnen. (…) Auf den Straßen standen dichte Reihen von Zuschauern, alle Türen, Fenster, selbst Dachfenster, waren besetzt. (…) Um die Zuschauer, die aus allen Ständen und Volksklassen und ebenso viel Weibern als Männern bestanden, drängte sich eine zahllose Menge Marketender mit Likör und Branntwein herum und wurden ihre Ware häufig los.  (…)
Endlich kam die Unglückliche an, und die Exekution ward vollzogen. Ein junger Mann, der Sohn des hiesigen Scharfrichters, vollstreckte sie. Der Tod durchs Rad – von oben herab – war gewiß für die Unglücklich weniger grausam als schauderhaft für den gefühlvollen Zuschauer – den gefühlvollen sag ich; aber hier schien kein solcher zu sein. Man spottete, zankte und lachte, während sie den Geist aufgab. (…)“